# Омагьосаният град
Омагьосаният град (на испански: Ciudad Encantada) е испанска природна забележителност от варовикови скални образувания, формирани в продължение на хиляди години. Той се намира в близост до Валдекабрас, в провинция Куенка, на голяма площ от борови гори на надморска височина от 1500 метра. Разположен е на територията на частен имот, който може да стане достъпен за разглеждане срещу заплащане от 5 евро. Обявен е за природна забележителност от национален интерес на 11 юни 1929 г.
Въздействието на вода, вятър и лед формира този карстов феномен. Разнородността на скалите в тяхната морфология, химичен състав и твърдост позволява неравномерно износване от атмосферните елементи, в резултат на което се получава този шедьовър на природата, състоящ се от причудливи и ефектни форми и дупки. Най-многобройни и популярни от тези форми са гъбите, но има и такива, които наподобяват животни и хора.